# Гандруп
Гандруп (нім. Handrup) — громада в Німеччині, розташована в землі Нижня Саксонія. Входить до складу району Емсланд. Складова частина об'єднання громад Ленгеріх.
Площа — 14,60 км2. Населення становить 801 ос. (станом на 31 грудня 2021).